# Alioscopy
Alioscopy est une société spécialisée dans l'imagerie numérique 3D sans lunette fondée en 1987. 

## Historique
Fort de dizaines de brevets déposés par Pierre Allio depuis 1987, la société s'est rapprochée du groupe Tranchant en 2007. En 2011, elle dispose d'une vingtaine d'employés implantés à Paris et Saint Denis, à Singapour et à San Diego (USA). L'entreprise réalise 95 % de son chiffre d'affaires à l'international.